# Dichondra sericea
Dichondra sericea är en vindeväxtart som beskrevs av Olof Swartz. Dichondra sericea ingår i släktet njurvindor, och familjen vindeväxter.

## Underarter
Arten delas in i följande underarter:
- D. s. holosericea
- D. s. tomentosa